# Кхардунг-Ла
Кхардунг-Ла (также Кхардонг-Ла или Кхардзонг-Ла; с тиб. перевал Кхардунг) — высокогорный перевал в Ладакхе, Индия. Этот перевал в Ладакхских горах, находится севернее города Лех и соединяет долины рек Шайок и Инд. Также является проходом в долину Нубра, за которой расположен ледник Сиачен.

## Название
Название происходит от тибетских слов «кхар» (крепость) и «дунг» (сосна), что отражает историческое наличие укреплений и сосновых рощ в районе перевала. Локальное произношение варьируется: Кхардонг-Ла или Кхардзонг-Ла. Разночтения в латинской транскрипции типичны для региона из-за особенностей передачи тибетской фонетики.

## История и значение
- Торговые пути: С древности использовался караванами, следующими из Леха в Кашгар (Синьцзян, Китай). Ежегодно через перевал проходило до 10 000 вьючных животных.
- XX век: Во время Второй мировой войны служил маршрутом для поставок в Китай по программе Ленд-лиза.
- Инфраструктура: Автодорога построена в 1976 году, открыта для гражданского транспорта с 1988 года. Управляется Организацией пограничных дорог (англ. Border Roads Organisation, BRO) при Минобороны Индии.

Перевал стратегически важен для связи с Сиаченом.

## Местонахождение
Расположен в 39 км от города Лех. 

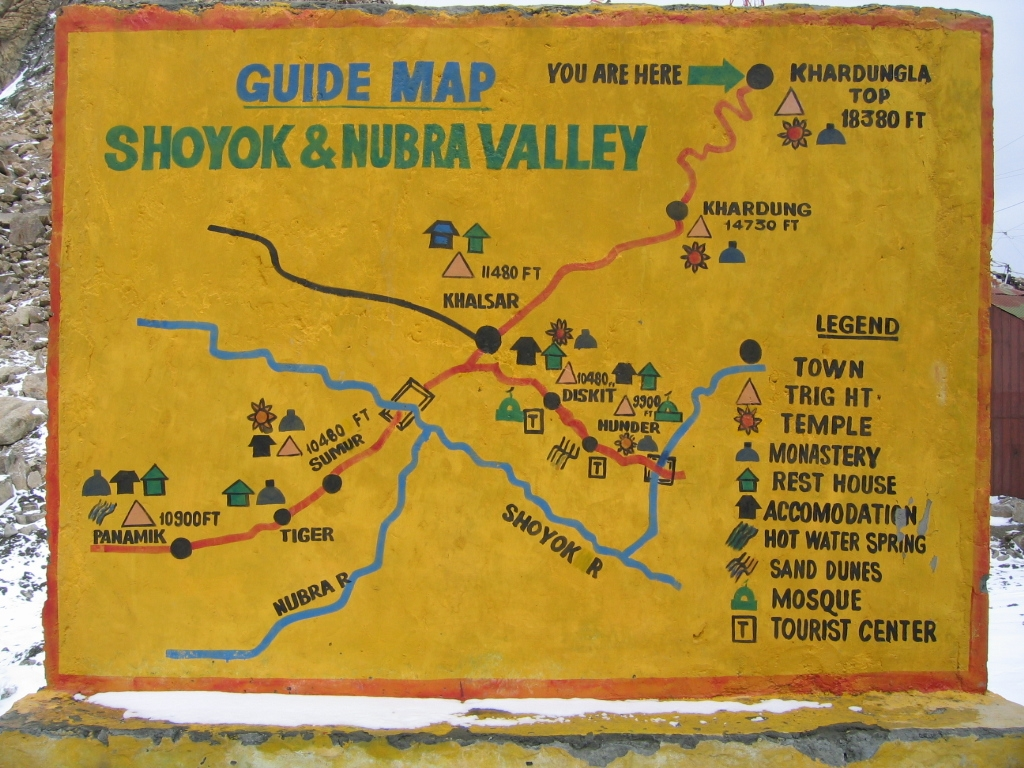
Карта у дороги. Юг сверху

Первые 24 км до КПП «Южный Пуллу» — дорога с твёрдым покрытием. Отрезок в 15 км до КПП «Северный Пуллу» не имеет твёрдого покрытия. Дорога представляет собой смесь грязи, камней и ручьёв образующихся от тающего снега. От «Северного Пуллу» до долины Нубру качество покрытия дороги существенно лучше. Местные жители на грузовиках и мотоциклах регулярно перемещаются по перевалу. Для иностранцев обязателен внутренний пропуск (ILP, Inner Line Permit), выдаваемый в офисе окружного комиссара Леха. 

## Высота
Высота перевала, составляющая 5359 метров, установлена многочисленными измерениями с использованием GPS. Это соответствует данным SRTM, ASTER GDEM и докладам нескольких экспедиций.
В местных источниках сообщается о высоте 5602 метра, являющейся, вероятно умышленно преувеличенной цифрой для привлечения внимания к дороге, как самой высокогорной автомобильной трассе. Возможно, произошла путаница, так как на старых картах пунктиром обозначалась вьючная тропа с подписью 5600 метров. Эту высоту по ошибке ассоциировали с современной дорогой которая проходит ниже по высоте. Высота перевала 5375 метров (17634 фут) зафиксированная в Книге рекордов Гиннесса как самая высокая точка исполнения музыкального произведения на фортепиано над уровнем моря, также является ошибкой.

## Проезд

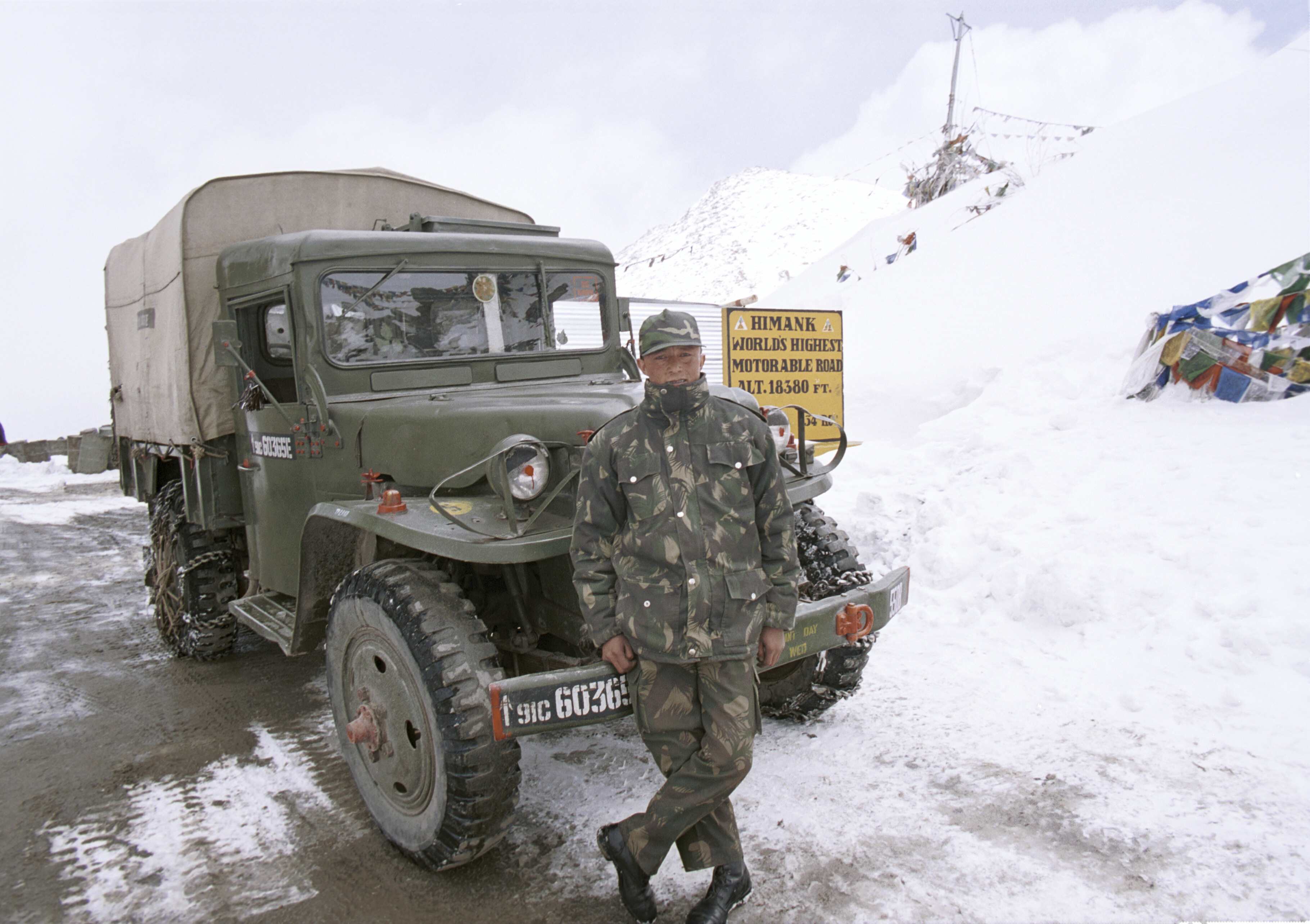
Химлик, перевал зимой. Надпись: высочайшая автомобильная дорога в мире

Ближайший город Лех, столица Ладакха. Лех связан с дорогой из Манали и Сринагара, ежедневные рейсы выполняются также из Дели. Ежедневный автобус из Леха в Нубра проходит этот перевал. Идеальным способом добраться до Кхардунг-Ла является такси или велосипед. С севера и юга от перевала находятся КПП «Северный Пуллу» и «Южный Пуллу».
Туристам требуется получение внутреннего пропуска ILP (Inner Line Permit), который можно приобрести в офисе окружного комиссара в Лехе, для граждан Ладакха разрешение не требуется. Путешественники должны пройти регистрацию по пути следования и предоставить ксерокопии пропуска для предъявления на каждом контрольно-пропускном пункте.
Горная болезнь является серьёзной проблемой для здоровья путешественников, не акклиматизировавшихся к большим высотам. С 2022 года перед пересечением перевала требуется обязательная акклиматизация в Лехе минимум за два дня.
Проезд по перевалу часто подвергается длительным задержкам из-за пробок на узких однополосных участках, размывов, сходов лавин и дорожно-транспортных происшествий, но постоянного закрытия на зиму не происходит. Обновленную информацию о дорожных условиях можно найти на официальном сайте города Лех.

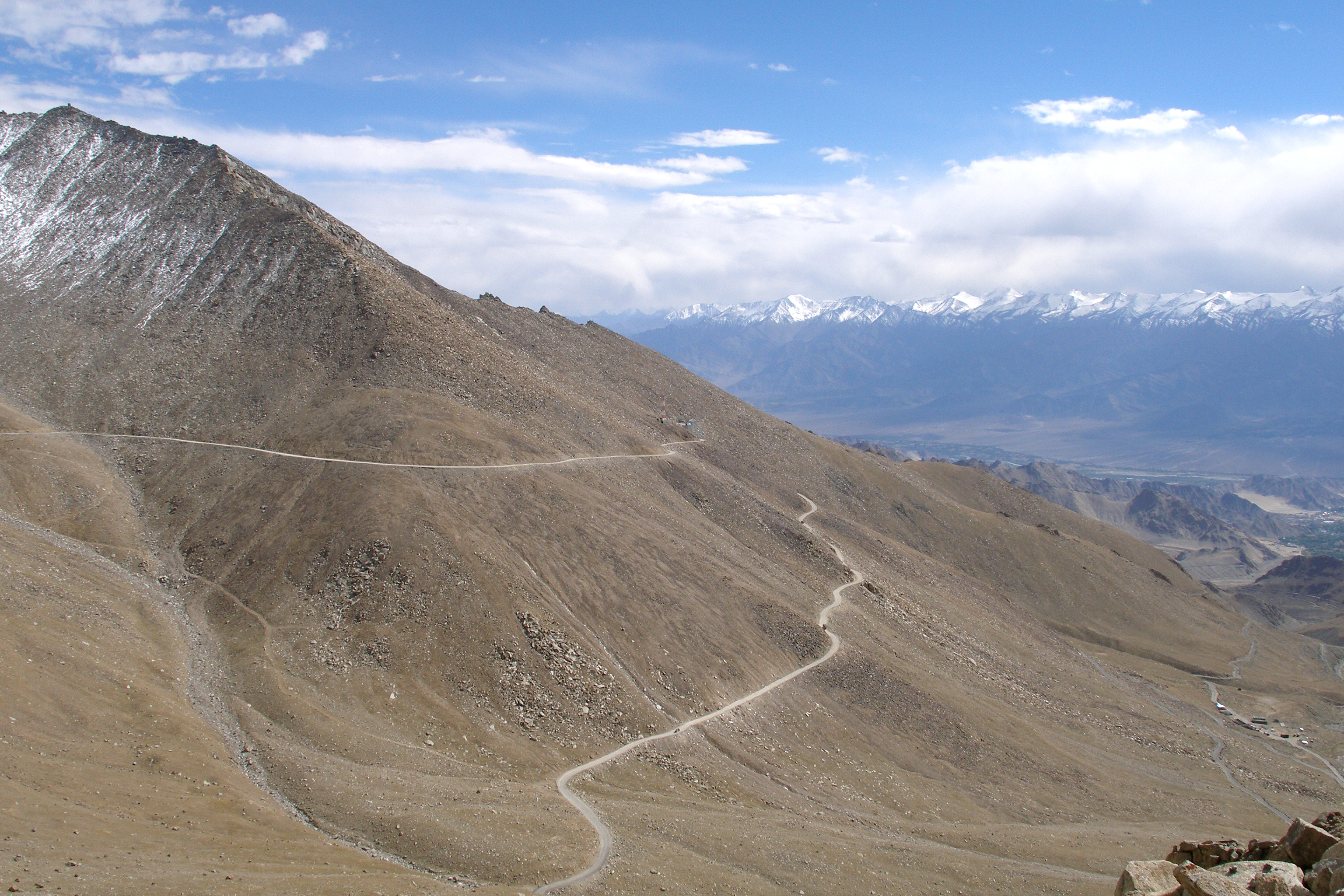
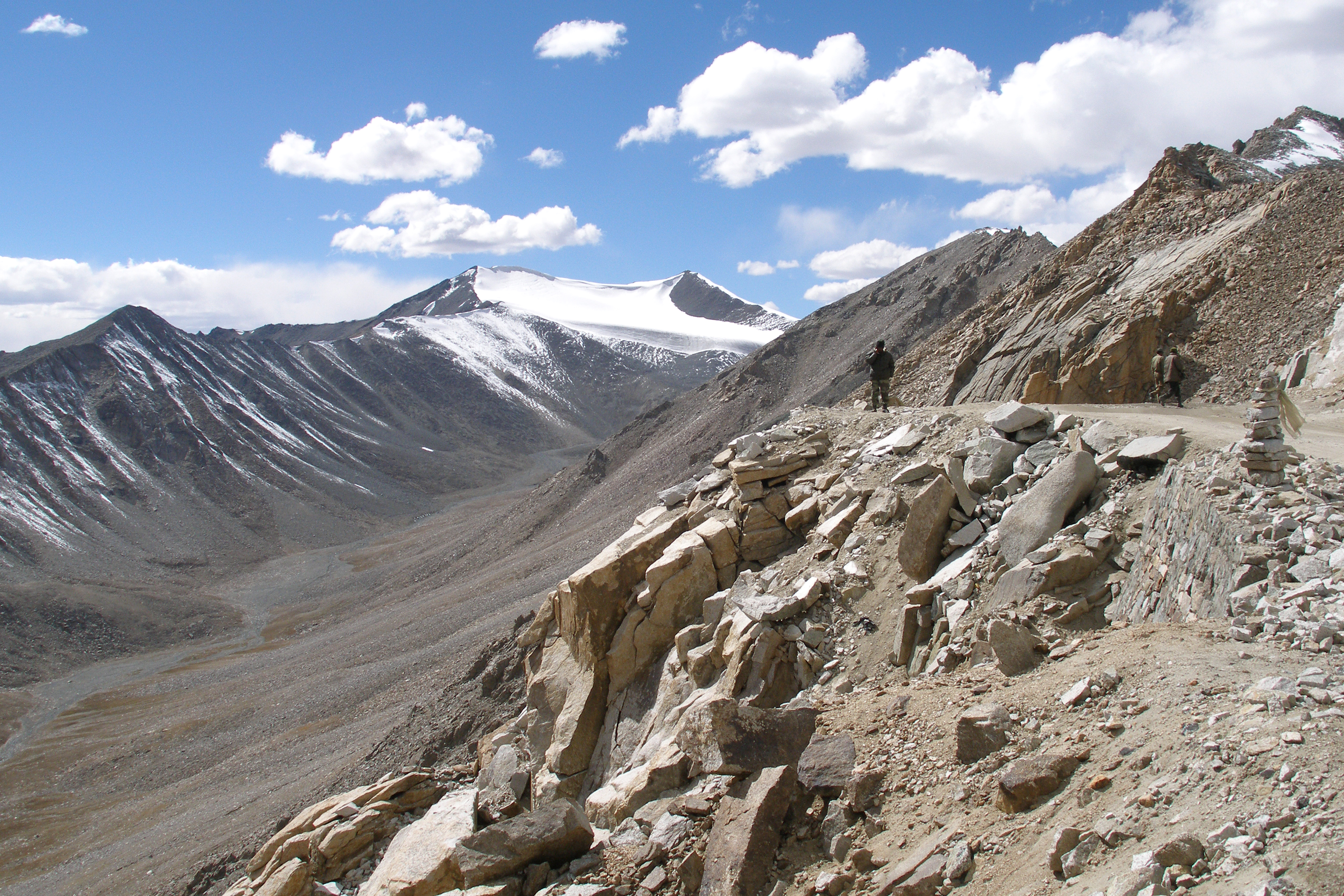
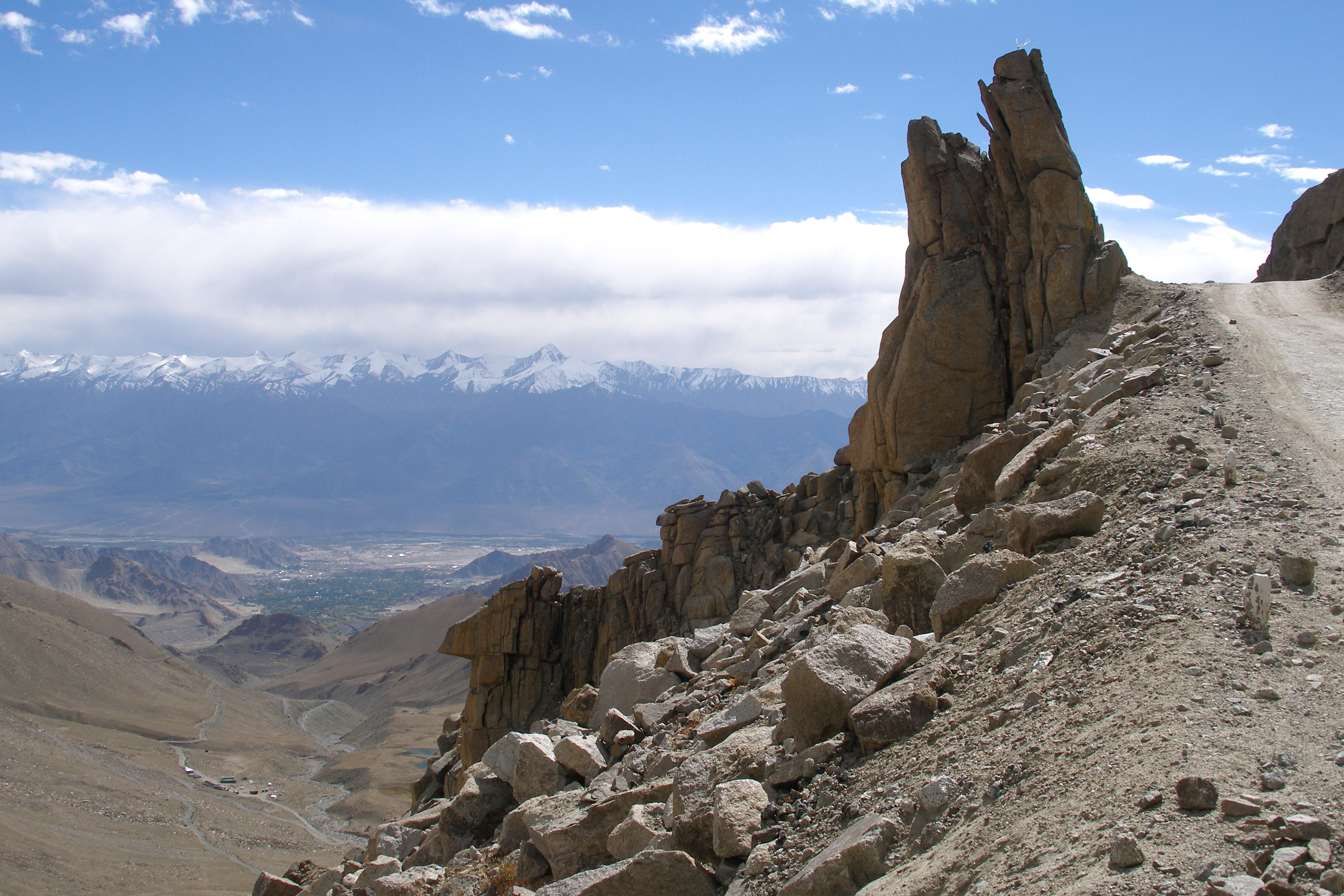
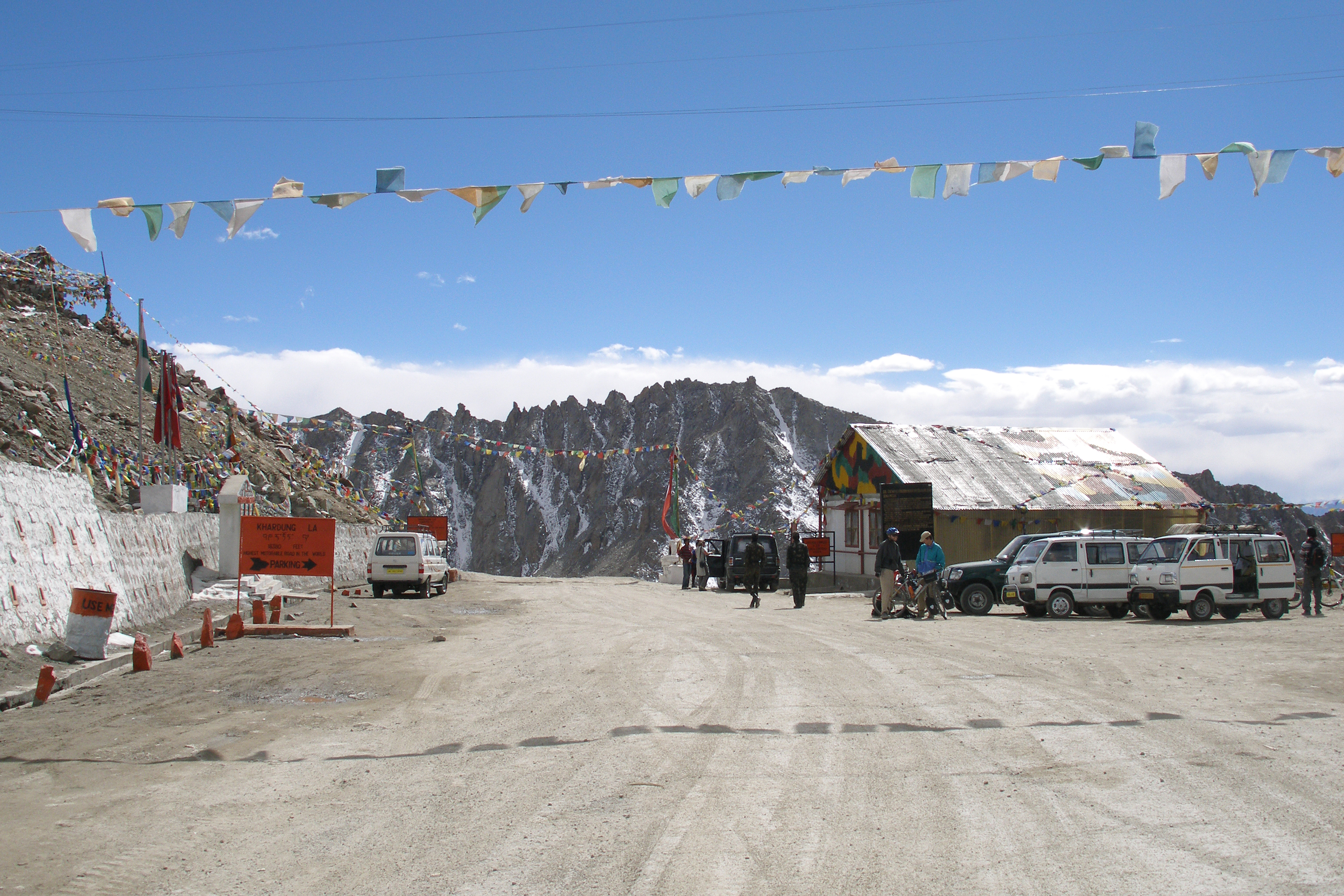